# Jordan Mustoe
Jordan Mustoe (n. 28 ianuarie 1991, Birkenhead, Anglia, Regatul Unit) este un fotbalist britanic, care joacă pe post de fundaș la Rylands F.C.⁠(d).